# Десятсков, Станислав Германович
Станислав Германович Десятсков (6 октября 1936, Петрозаводск — 11 ноября 2013, Великий Новгород) — русский писатель, историк, автор исторических романов и повестей об эпохе Петра Великого.

## Биография
В 1959 году окончил исторический факультет ЛГУ им. Жданова.
Писать начал в 1950-е годы. Посещал литобъединение при Лениздате, где в то время занимались Андрей Битов, Павел Васильев. Вёл объединение Геннадий Гор. Под началом Г. Гора Десятсков писал свой первый исторический роман «Верховники», который попал на рецензирование Валентину Пикулю, давшему отрицательный отзыв. В результате этого в течение 14 лет «Верховники» не печатались. Их изданию, хотя и в урезанном более чем наполовину виде помог писатель Вячеслав Марченко. В 1997 году московское издательство «Армада» издало его в полном виде.
Член Союза писателей России.
Работал профессором кафедры Всеобщей истории Новгородского государственного университета имени Ярослава Мудрого. Доктор исторических наук (1983).
Скончался 11 ноября 2013 года в Великом Новгороде. Похоронен на Западном кладбище.

## Художественные произведения
- Персонных дел мастер. — Л.: Лениздат, 1986. (2-е изд. — Л.: Лениздат, 1990)
- Смерть Петра Первого. — М.: Воениздат, 1992.
- Когда уходит земной полубог. — М.: Армада, 1995.
- Верховники. — М.: Армада, 1997.
- Генерал-фельдмаршал Голицын. — М.: АСТ, 2001.
- Брюс. Дорогами Петра Великого. — М.: АСТ, 2005.

## Научные работы
Автор более 200 научных работ
1. Формирование и развитие английской внешней политики попустительства и поощрения агрессии в 1931—1940 гг. Дис. на соиск. учен. степ. докт. ист. наук. М., 1981.
2. Современная английская историография политики «умиротворения» агрессоров / Р. М. Илюхина; С. Г. Десятсков // Буржуазная историография Второй Мировой войны: анализ современных тенденций / Отв. ред. О. А. Ржешевский. М.: Наука, 1985. С. 80-98.
3. Уайтхолл — инициатор мюнхенской политики // Мюнхен — преддверие войны: истор. очерки / АН СССР, Ин-т славяноведения и балканистики; отв. ред. В. К. Волков. М. : Наука, 1988. С. 21-43.
4. Причины возникновения второй мировой войны. М., 1982.
5. Мюнхен преддверие второй мировой войны. М., 1988.
6. Der deutsche Einfluss auf dit Aubenpolitic Petera I des 17 Jrhunderts. // Российско-германские культурные связи. Великий Новгород: НовГУ, 1999.
7. Пётр Великий: дипломат и политик. М.: Альфа-книга, 1999.

## Государственные награды
Почётное звание «Заслуженный работник культуры Российской Федерации» (Указ Президента Российской Федерации от 19.11.1997 № 1240)